# San Pedro La Laguna
Pour les articles homonymes, voir San Pedro et Atitlán.
San Pedro La Laguna (aussi appelé San Pedro Atitlán ou simplement San Pedro) est un village du sud-ouest du Guatemala, située aux abords du lac Atitlán. Il est surplombé par le volcan San Pedro, sur lequel les habitants cultivent le café et le maïs nécessaires à leur alimentation. Les habitants y parlent majoritairement le tzutujil, une langue maya . De nos jours, l'espagnol y est également parlé.